# 世代交代
世代交代（せだいこうたい）は、
- 生物の生活環において、異なった生殖を行う二通りの体が交互に出現することをさす。#植物の世代交代、#動物の世代交代を参照。
- 世代が入れ替わること。人や物を若い、あるいは新しい型に代えること。用例としては経営者の世代交代、携帯電話の世代交代など。物については#技術分野の世代交代を参照。

## 植物の世代交代

### シダ植物の世代交代
世代交代として、最もよく知られているのは、シダ植物のそれであろう。
シダ植物の本体は、核相としては複相、つまり2nである。シダの本体は成熟すれば、その葉の裏に胞子嚢の集まりをつける。胞子嚢の中では減数分裂が行われ、それによって胞子が形成される。したがって胞子の核相はnである。
胞子は単独で発芽し、前葉体となる。前葉体の核相はnで、この前葉体の下面に造卵器と造精器が形成され、そこで造られた卵と精子の受精によって受精卵ができると、それが発芽してシダの本体が造られる。
このように、減数分裂で胞子を作る2nの体と、配偶子を作るnの体がそれぞれ独立に存在する訳である。このように、2つの体が生活環の中に、交互に現れることを世代交代と言う。胞子を作る世代を胞子体、配偶子を作る体を配偶体と言う。
このことを、胞子を作って無性生殖する世代と、配偶子を作って有性生殖をする世代が交代するものと見なし、胞子体を無性世代、配偶体を有性世代と呼ぶこともあった。

### その他の植物の世代交代
シダ植物に見られるような世代交代を行うのは、コケ植物・種子植物・褐藻類・緑藻類などの藻類などに見られる。菌類ではツボカビ門のカワリミズカビなどに同様の世代交代を行うものが含まれる。また、有孔虫類もこのような世代交代を行う。動物ではこのような例は知られていなかったが、近年発見された有輪動物門がこのような核相の変化を伴う世代交代を行うことがわかった。
緑藻類のアオサなどシオグサ目では、配偶体と胞子体はほとんど同じ姿である。これを同型世代交代と呼ぶことがある。褐藻類のアミジグサ目やイソガワラ目などもこれにあたる。カワリミズカビの世代交代するものも、世代の違いによる差はほとんどない。
しかし、多くのものでは二つの世代は大きさが異なり、多くの場合に明確な差がある。これを異形世代交代と呼ぶ。シダ植物では胞子体がはるかに大きく、配偶体はごく小さい。このように胞子体が大型になるものは、褐藻類のコンブ目、緑藻類のツユノイトなどに見られる。種子植物はこれの極端なもので、配偶体は雄生のものが花粉（および花粉管）に、雌性のものが胚嚢にまで縮小し、外見上は胞子体のみで生活環を全うしているように見える。種子植物の体が大型で複雑であることを、複相の核を持つことと関連させて考える見方がある。
しかし、コケ植物では逆に配偶体が中心になっている。同様の例には褐藻類のカヤモノリ目や緑藻類のヒトエグサやハネモなどがある。
生活環の中で、栄養を摂取して成長する生活を行う体を栄養体と言うが、世代が2つあっても、一方が極端に小さくて一時的なものである場合にはそれを栄養体とは見なさない場合がある。

## 動物の世代交代
刺胞動物の生活環が世代交代と呼ばれる場合がある。世代交番（せだいこうばん）とも呼ばれる。
例えばミズクラゲなどはクラゲが卵と精子を放出すると、受精卵は発生を進めて楕円形のプラヌラ幼生となる。この幼生は固い底面に定着すると、上側の口の周囲に触手をもつポリプとなる。ポリプは分裂によって無性生殖を行って数を増やす。やがてポリプは多数の皿を重ねたような姿に分裂し、個々の皿がバラバラになって、それぞれがクラゲになる。クラゲは成長すると卵と精子を作る。刺胞動物でも、イソギンチャクやサンゴは世代交代をせず、ポリプに生殖巣ができて有性生殖を行う。有櫛動物は刺胞動物に近いが、世代交代をせずクラゲのみが存在する。
このように、幼生であるポリプが無性生殖を行い、親であるクラゲが有性生殖を行うことから、前者を無性世代、後者を有性世代と呼び、この生活環を世代交代であると見なすのである。しかし、この両者は成長段階として連続しているとも見ることができ、その核相はどちらも2nである。したがって、植物などに見られる核相の交代を伴う世代交代とは全く異なる現象である。扁形動物の吸虫類や条虫類も幼生が無性生殖を行うので、同様に世代交代を行うと言われることがある。
ただし、この場合、2つの世代は核相としては同じである。また、2つの世代が本当に別の世代と見なせるかどうかには問題がある。

## 技術分野の世代交代
工業製品やシステムでしばしば世代という言葉が使用される。これは、製品やシステムの土台をなす基本的な考え方、たとえば、製造手法やキーデバイス、システムのインフラをなすインタフェースやプロトコルなどの枠組みが大きく変化した場合に用いられる。製品やシステムの土台をなすさまざまな技術には、しばしば量や性能や規模の拡大といった緩やかな変化ではなく、質的な大きな変化を伴うことがあり、このような変化の前後に対して、第x世代などのような言葉が用いられる。
- コンピュータの例

黎明の時代に使用されるキーデバイスの変化に注目して、第1世代コンピュータ（真空管）、第2世代コンピュータ（トランジスタ）、第3世代コンピュータ（IC、即ち集積回路）、第4世代コンピュータ（超高密度集積回路）のような用語が用いられた。
- 記録メディアの例

アナログレコード、磁気テープ、光ディスク、フラッシュメモリなど、仕組みや質がまったく異なるいくつかの世代がある。
- 携帯電話の例

通信インフラの仕組みに注目して、第一世代携帯電話（アナログ通信）、第二世代携帯電話（デジタル通信、PDCなど）、第三世代携帯電話（デジタル通信、IMT-2000）などのように世代分けされる。
- より広い概念では、アナログ世代、デジタル世代のような言葉も用いられる。これは、信号の処理方法に注目している。

例えばテレビ放送の分野では、旧来のアナログ放送(NTSC、PAL、SECAM)からデジタル放送（例えばISDB、ATSC、DVBなど）への世代交代が2000年代に進行している。写真の分野では、フィルム写真からデジタルカメラへの転換が進んだ。
歴史的なものでは、動力やエネルギーや生産方法の質的な変化に注目して、世代の変化点を産業革命やエネルギー革命といった用語で表現する。